# Anthocerotophyta
Division
Synonymes
- Anthocerotae

Les anthocérotes (Anthocerotophyta ou Anthocerotae) sont un embranchement de plantes terrestres (embryophytes) aux caractères ancestraux. 
Avec les hépatiques et les mousses (ie. parfois appelées bryophytes sensu stricto), on les regroupe sous le nom de bryophytes (sensu lato, ce groupe étant paraphylétique, il a été abandonné par les cladistes mais conservé comme grade évolutif par les systématiciens évolutionnistes).

## Les Anthocerotophyta: plantes ancestrales
Les Anthocérotes ont été retrouvés sous forme de fossiles au Crétacé supérieur. Néanmoins, il semblerait qu'ils soient apparus avec les stomates. Cette innovation morphologique du Silurien moyen permit aux plantes aquatiques la respiration à l'air libre plus aisément qu'avec les pores dit aérifères. On peut donc penser que les Anthocérotes ont un âge plus ancien malgré l'absence de fossiles.

## Caractéristiques générales

Cycle de vie d'une Anthocérote.

Gamétophyte: thalle à croissance dichotome (phase dominante). Présence de stomates et de rhizoides unicellulaires sur la face inférieure.
Les gamétanges (archégones et anthéridies) sont inclus dans le thalle.
Le sporophyte appelé sporogone chez les mousses est linéaire, au centre il y a une colonne : la columelle avec des spores organisées en tétrades. Il va s'ouvrir par deux fentes longitudinales.
Reproduction asexuée (multiplication végétative) par propagules.

### Synapomorphies
Les principales synapomorphies de ce groupe sont :
- pas de synthèse de flavonoïdes
- deux valves
- Les cellules ne possèdent qu'un seul chloroplaste. Celui-ci contient un pyrénoïde[1] (lieu où vont se concentrer les enzymes de la photosynthèse). Ce caractère pourrait être une plésiomorphie[1].
- Les anthéridies se développent à partir d'une cellule sous-épidermique (et pas une cellule superficielle comme chez les bryophytes et les marchantiophytes[1].

## État des populations, pressions, réponses
Parmi les bryophytes largo sensu, depuis deux ou trois décennies, les anthocérotes comptent parmi les groupes les plus menacés ou qui régressent le plus vite dans les zones d'agriculture intensive, ce qui leur donne aussi une valeur en termes de bioindication. 

## Classification

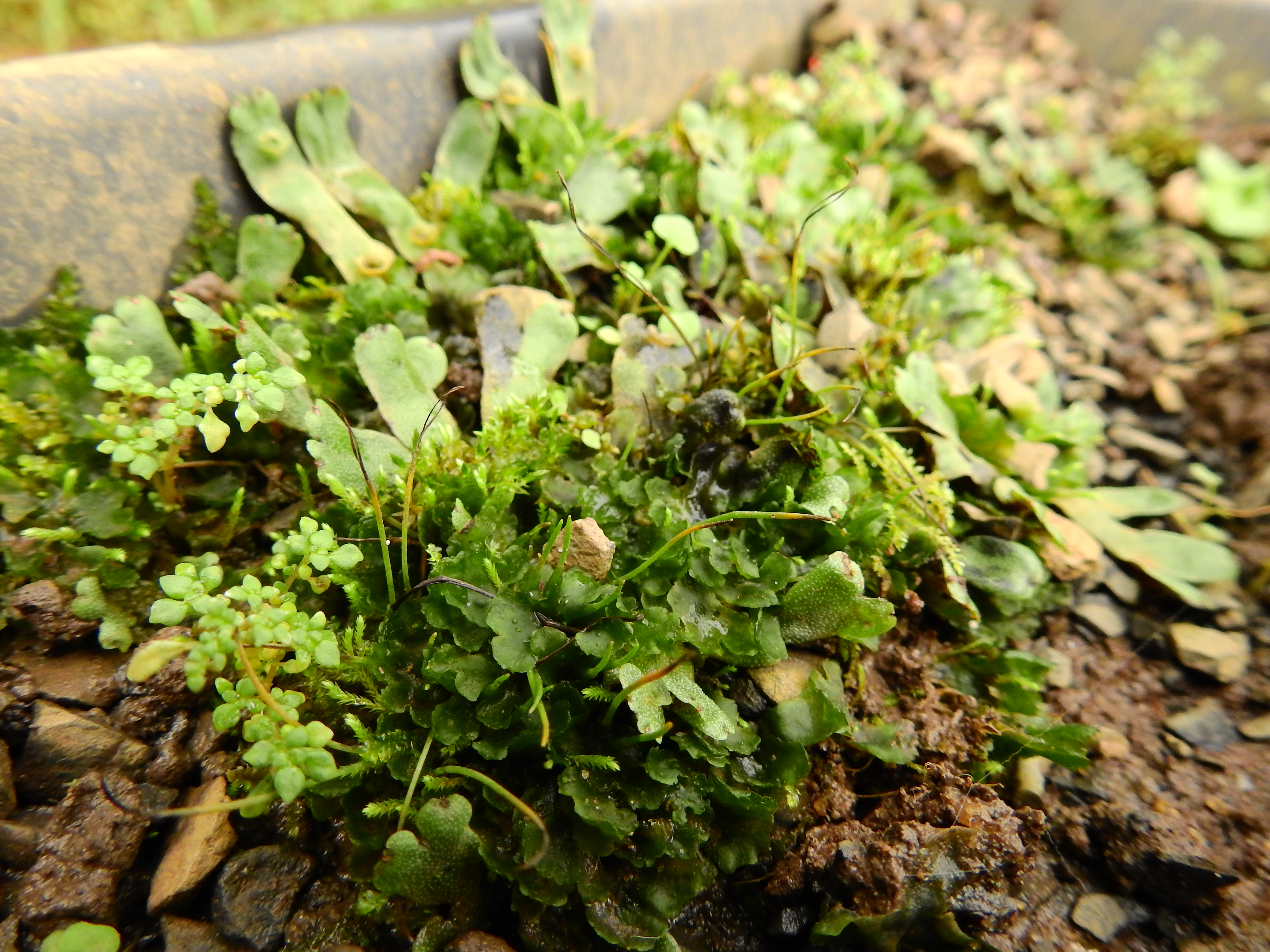
Sporophyte portant une capsule à croissance continue qui s'ouvre par deux valves, laissant en place une columelle grêle.

Cet embranchement comprend la classe Anthocerotopsida, avec quatre ordres qui regroupent environ 200 espèces comprenant 11 genres dans les familles suivantes :
- Androcerotaceae 3 genres : Anthoceros, Folioceros, Sphaerosporoceros.
- Dendrocerotaceae 4 genres : Dendroceros, Megaceros, Nothoceros, Phaeomegaceros.
- Notothyladaceae 3 genres : Notothylas, Phaeoceros, Paraphymatoceros
- Phymatocerotaceae 1 genre : Phymatoceros.

Un genre très atypique a été mis dans une classe à part Leiosporocerotopsida.
- Leiosporocerotaceae 1 genre : Leiosporoceros.